# Nuoto ai Giochi della XXIII Olimpiade - 100 metri dorso femminili
La gara di nuoto dei 100 metri dorso femminili dei Giochi della XXIII Olimpiade di Los Angeles fu disputata il 31 luglio 1984 presso il McDonald's Olympic Swim Stadium.
Hanno partecipato alle batterie di qualificazione 32 atlete: le prime 8 si sono qualificate per la finale A, mentre le successive 8 invece si sono qualificate per la finale B.

## Record
Prima di questa competizione, il record del mondo (WR) e il record olimpico (OR) erano i seguenti.
|  | 1'00"86 | Rica Reinisch Germania Est | 23 luglio 1980 Mosca, Russia |
|  | 1'00"86 | Rica Reinisch Germania Est | 23 luglio 1980 Mosca, Russia |

Durante l'evento non sono stati migliorati record.

## Risultati

### Batterie di qualificazione
| Pos | Batteria | Corsia | Atleta                   | Nazione          | Tempo   | Note      |
| --- | -------- | ------ | ------------------------ | ---------------- | ------- | --------- |
| 1   | 2        | 4      | Betsy Mitchell           | Stati Uniti      | 1'02"53 | QA        |
| 2   | 1        | 4      | Theresa Andrews          | Stati Uniti      | 1'02"94 | QA        |
| 2   | 4        | 5      | Jolanda de Rover         | Paesi Bassi      | 1'02"94 | QA        |
| 4   | 4        | 2      | Beverley Rose            | Regno Unito      | 1'03"61 | QA,       |
| 5   | 4        | 4      | Carmen Bunaciu           | Romania          | 1'03"79 | QA        |
| 6   | 2        | 5      | Svenja Schlicht          | Germania Ovest   | 1'04"02 | QA        |
| 7   | 3        | 4      | Anca Pătrășcoiu          | Romania          | 1'04"16 | QA        |
| 8   | 1        | 3      | Brigitte van der Lans    | Paesi Bassi      | 1'04"57 | spareggio |
| 8   | 2        | 5      | Carmel Clark             | Nuova Zelanda    | 1'04"57 | spareggio |
| 10  | 2        | 3      | Manuela Carosi           | Italia           | 1'04"77 | qB        |
| 11  | 3        | 5      | Georgina Parkes          | Australia        | 1'04"90 | qB        |
| 12  | 3        | 3      | Reema Abdo               | Canada           | 1'04"92 | qB        |
| 13  | 1        | 5      | Audrey Moore             | Australia        | 1'04"96 | qB        |
| 14  | 1        | 6      | Catherine White          | Regno Unito      | 1'05"03 | qB        |
| 15  | 4        | 7      | Sabine Pauwels           | Belgio           | 1'05"17 | qB        |
| 16  | 3        | 6      | Eva Gysling              | Svizzera         | 1'05"18 | qB        |
| 17  | 3        | 2      | Sandra Dahlmann          | Germania Ovest   | 1'05"27 |           |
| 18  | 1        | 7      | Naomi Sekido             | Giappone         | 1'05"60 |           |
| 19  | 1        | 2      | Michelle MacPherson      | Canada           | 1'06"04 |           |
| 20  | 4        | 6      | Anna-Karin Eriksson      | Svezia           | 1'06"09 |           |
| 21  | 4        | 3      | Teresa Rivera            | Messico          | 1'06"39 |           |
| 22  | 2        | 6      | Yolande van der Straeten | Belgio           | 1'07"07 |           |
| 23  | 3        | 7      | Nozomi Sunouchi          | Giappone         | 1'07"23 |           |
| 24  | 2        | 7      | Choi Yun-hui             | Corea del Sud    | 1'07"35 |           |
| 25  | 3        | 1      | Guo Huaying              | Cina             | 1'08"21 |           |
| 26  | 1        | 1      | Lotta Flink              | Hong Kong        | 1'09"70 |           |
| 27  | 4        | 8      | Kathy Wong               | Hong Kong        | 1'10"19 |           |
| 28  | 2        | 8      | Christine Jacob          | Filippine        | 1'10"28 |           |
| 29  | 1        | 8      | Sharon Pickering         | Figi             | 1'10"49 |           |
| 30  | 2        | 1      | Petra Bekaert            | Antille Olandesi | 1'10"60 |           |
| 31  | 3        | 8      | Helen Chow               | Malaysia         | 1'11"30 |           |
|     | 4        | 1      | Lise Lotte Nylund        | Norvegia         | dns     |           |

#### Spareggio
| Pos. | Corsia | Atleta                | Nazionalità   | Tempo   | Note |
| ---- | ------ | --------------------- | ------------- | ------- | ---- |
| 1    | 4      | Carmel Clark          | Nuova Zelanda | 1'04"33 | QA   |
| 2    | 5      | Brigitte van der Lans | Paesi Bassi   | 1'04"82 | qB   |

### Finale B
| Pos | Corsia | Atleta                | Nazione     | Tempo   | Note |
| --- | ------ | --------------------- | ----------- | ------- | ---- |
| 9   | 2      | Audrey Moore          | Australia   | 1'04"15 |      |
| 10  | 5      | Manuela Carosi        | Italia      | 1'04"52 |      |
| 10  | 3      | Georgina Parkes       | Australia   | 1'04"52 |      |
| 12  | 4      | Brigitte van der Lans | Paesi Bassi | 1'04"75 |      |
| 13  | 7      | Catherine White       | Regno Unito | 1'04"99 |      |
| 14  | 6      | Reema Abdo            | Canada      | 1'05"13 |      |
| 15  | 1      | Sabine Pauwels        | Belgio      | 1'05"33 |      |
| 16  | 8      | Eva Gysling           | Svizzera    | 1'06"11 |      |

### Finale A
| Pos     | Corsia | Atleta           | Nazione        | Tempo   | Note |
| ------- | ------ | ---------------- | -------------- | ------- | ---- |
| Oro     | 3      | Theresa Andrews  | Stati Uniti    | 1'02"55 |      |
| Argento | 4      | Betsy Mitchell   | Stati Uniti    | 1'02"63 |      |
| Bronzo  | 5      | Jolanda de Rover | Paesi Bassi    | 1'02"91 |      |
| 4       | 2      | Carmen Bunaciu   | Romania        | 1'03"21 |      |
| 5       | 1      | Anca Pătrășcoiu  | Romania        | 1'03"29 |      |
| 6       | 7      | Svenja Schlicht  | Germania Ovest | 1'03"46 |      |
| 7       | 6      | Beverley Rose    | Regno Unito    | 1'04"16 |      |
| 8       | 8      | Carmel Clark     | Nuova Zelanda  | 1'04"47 |      |